# بوراک سرگن
بوراک سرگن (ترکی استانبولی: Burak Sergen؛ زادهٔ ۹ فوریهٔ ۱۹۶۱) هنرپیشه اهل ترکیه است.

## فیلم‌شناسی

### فیلم
| سال  | عنوان                | نقش               | یادداشت |
| ---- | -------------------- | ----------------- | ------- |
| ۱۹۹۶ | استانبول زیر بال‌هایم | مراد چهارم        |         |
| ۱۹۹۷ | خیابان یخ‌زده         | آراپ سادو         |         |
| ۲۰۰۰ | لوبیا                |                   |         |
| ۲۰۰۱ | عشق تابستانی         |                   |         |
| ۲۰۰۲ | هیتی‌ها               | شوپ‌پیلولیومای یکم |         |
| ۲۰۰۶ | ترک‌ها در فضا         | اوگا              |         |
| ۲۰۰۸ | ۱۲۰                  | سرمت بی/موسی چاوش |         |
| ۲۰۱۰ | راز سلطان            | درویش             |         |

### تلویزیون
| سال         | عنوان       | نقش                 | یادداشت |
| ----------- | ----------- | ------------------- | ------- |
| ۲۰۱۵–۲۰۱۷   | عشق بی‌پایان | گالیپ کوزجوغلو      |         |
| ۲۰۱۷–۲۰۱۸   | گودال       | بایکال کنت/حضرت آقا |         |
| ۲۰۱۹        | حلقه        | ایلهان              |         |
| ٢٠٢٠-تاكنون | بي صداقت    | هالوك               |         |